# Crenadactylus
Crenadactylus is een geslacht van hagedissen die behoren tot de gekko's (Gekkota) en de familie Diplodactylidae.

## Naam en indeling
De wetenschappelijke naam van de groep werd voor het eerst voorgesteld door Glen Milton Storr in 1978. Er zijn zeven soorten, waarvan er drie pas in 2016 voor het eerst wetenschappelijk werden beschreven. De geslachtsnaam Crenadactylus betekent vrij vertaald 'groeftenigen'.

## Uiterlijke kenmerken
De hagedissen blijven relatief klein en bereiken een lichaamslengte tot ongeveer drie centimeter exclusief de staart. De lichaamskleur is bruin, veel soorten hebben strepen op het lichaam. Een uitzondering is Crenadactylus ocellatus, deze soort heeft lichte, donker omrande vlekken op een donkere tot zwarte achtergrondkleur. De ogen zijn relatief groot en hebben een verticale pupil. Een opmerkelijk kenmerk is het ontbreken van klauwtjes aan de vingers en tenen, die bij alle andere Australische gekko's wel voorkomen.

## Verspreiding en habitat
De gekko's komen endemisch voor in delen van Australië en leven in de staten Noordelijk Territorium, Queensland, West-Australië en Zuid-Australië. De habitat bestaat uit tropische en subtropische graslanden, rotsige omgevingen, scrublands en zandduinen in kuststreken, gematigde bossen en savannen.

## Beschermingsstatus
Door de internationale natuurbeschermingsorganisatie IUCN is aan alle soorten een beschermingsstatus toegewezen. De hagedissen worden beschouwd als 'veilig' (Least Concern of LC).

## Soorten
Het geslacht omvat de volgende soorten, met de auteur en het verspreidingsgebied.
| Naam                       | Auteur                        | Verspreidingsgebied                                                            |
| -------------------------- | ----------------------------- | ------------------------------------------------------------------------------ |
| Crenadactylus horni        | Lucas & Frost, 1895           | Australië (Noordelijk Territorium, Zuid-Australië)                             |
| Crenadactylus naso         | Storr, 1978                   | Australië (Noordelijk Territorium, West-Australië)                             |
| Crenadactylus occidentalis | Doughty, Ellis & Oliver, 2016 | Australië (West-Australië)                                                     |
| Crenadactylus ocellatus    | Gray 1845                     | Australië (Noordelijk Territorium, Queensland, West-Australië, Zuid-Australië) |
| Crenadactylus pilbarensis  | Doughty, Ellis & Oliver, 2016 | Australië (West-Australië)                                                     |
| Crenadactylus rostralis    | Storr, 1978                   | Australië (West-Australië)                                                     |
| Crenadactylus tuberculatus | Doughty, Ellis & Oliver, 2016 | Australië (West-Australië)                                                     |